# Odontocera chrysostetha
Odontocera chrysostetha är en skalbaggsart som beskrevs av Bates 1870. Odontocera chrysostetha ingår i släktet Odontocera och familjen långhorningar. Inga underarter finns listade i Catalogue of Life.